# Бобер (притока Случі)
Бобе́р — річка в Україні, у межах Березнівського району Рівненської області. Права притока Случі (басейн Прип'яті). 

## Опис
Довжина Бобра 51 км, площа басейну 466 км². Річище завширшки до 15 м, завглибшки 1,2—1,7 м. Похил річки 0,92 м/км. У пониззі споруджено водосховище.

## Розташування
Витоки розташовані серед болотного масиву на північний схід від села Мочулянки. Тече територією Клесівської рівнини (частина Поліської низовини) спочатку на північний захід, згодом на північ і далі знову на північний захід. Впадає в Случ на північ від села Князівки. Річка протікає майже повністю серед лісів, над нею нема жодного населеного пункту.

## Притоки

### Праві
- Бобрик
- Речиця
- Добки
- Березниця
- Річка без назви. Довжина річки 11 км., похил річки — 2,3 м/км. Площа басейну 49,6 км².[2] Бере  початок на південному сході від Чабеля. Тече переважно на південний захід через Лінчин. Річку перетинає автомобільна дорога  Т 1811
- Крушинка;

### Ліві
- Рубча (Пущин),
- Вірка.

В басейні Бобра розташований зоологічний заказник Брище (розмноження бобрів).